# Josefine Mutzenbacher

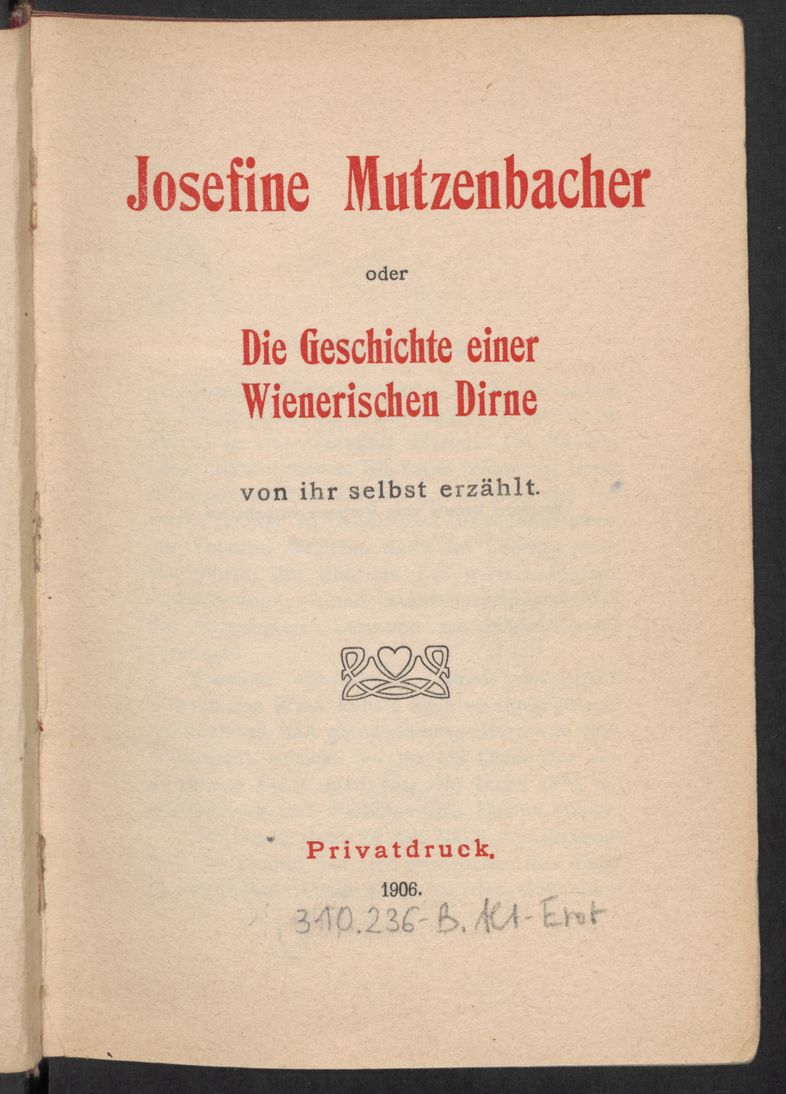
Titelblatt (1906)

Josefine Mutzenbacher oder Die Geschichte einer Wienerischen Dirne ist ein Roman der erotischen Literatur, der erstmals 1906 anonym publiziert wurde. 
Die als Erzählerin fungierende Protagonistin des Romans ist eine Wiener Prostituierte, die von 1852 bis 1904 gelebt haben soll. Sie erzählt von sexuellen Erlebnissen in ihrer Kindheit. Das Werk erschien 1906 in kleiner nummerierter Auflage von 1000 Stücken in Wien bei dem ungenannten Erotika-Verleger Fritz Freund unter dem Titel Josefine Mutzenbacher oder Die Geschichte einer Wienerischen Dirne von ihr selbst erzählt. Das Buch erschien auf Subskriptionsbasis, um die damalige Zensur zu umgehen.
Dieser Roman gilt seit seinem Erscheinen als ein Meisterstück erotischer Literatur, fand aber erst in den 1970er Jahren nach seiner Verfilmung durch den Regisseur Kurt Nachmann im deutschsprachigen Raum größere Verbreitung. Die Autorschaft ist umstritten. In jüngerer Forschung wird aufgrund einer historischen und stilometrischen Untersuchung davon ausgegangen, dass der Autor und Journalist Ernst Klein der Verfasser ist.
Da weder Autor noch Verleger wagten, Ansprüche auf Urheberrecht geltend zu machen, erschienen schon bald Nachdrucke, Neuschöpfungen und mehrere Fortsetzungen unter dem Titel Josefine Mutzenbacher, die teils mehr, teils weniger obszön ausfielen. Das Original gilt laut Oswald Wiener als „der wohl einzige deutsche pornographische Roman von Weltrang“, Teil 2 gilt als „erheblich abfallend“, Teil 3 als „uninteressant“.

## Autorschaft
Der Autor stellt dem Roman folgende Biografie der Protagonistin voran:
Josefine Mutzenbacher (Alias; * 20. Februar 1852 in Hernals, † 17. Dezember 1904 in einem Sanatorium) stand frühzeitig unter sittenpolizeilicher Kontrolle, stieg von den wohlfeilen Freudenhäusern in das Portefeuille einer Kupplerin für die vornehmere Lebewelt um das Ausstellungsjahr 1873 auf, verschwand mit einem Russen und kehrte nach wenigen Jahren wohlhabend nach Wien zurück, wo sie als Dirne der elegantesten Sorte noch bis zum Jahre 1894 ein auffallendes und vielbemerktes Dasein führte. Sie bezog ein kleines Gut nahe Klagenfurt, wo sie, geplagt von Einsamkeit und einem Frauenleiden, dem sie später erlag, die Geschichte ihrer Jugend niederschrieb.
Das ist eine Legende. Der Autor des Romans ist unbekannt. Das Buch wurde häufig dem österreichisch-ungarischen Schriftsteller Felix Salten (u. a. Verfasser des später durch Walt Disney als Zeichentrickfilm auf die Leinwand gebrachten Romans Bambi) zugeschrieben, was aber nie bewiesen werden konnte. 1909 wurde im Deutschen Anonymen-Lexikon Salten die Urheberschaft unterstellt. Salten hat die Urheberschaft nie dementiert oder bestätigt. Im umfangreich überlieferten Nachlass von Salten konnte kein Beweis gefunden werden, dass er mit dem Buch in Beziehung stand. Auch andere Namen wurden für die Autorschaft ins Spiel gebracht, darunter Arthur Schnitzler, dessen Reigen im selben Verlag erschien. Heute wird davon ausgegangen, dass das Buch von demjenigen verfasst wurde, der auch die erste Rezension darüber geschrieben hat: Ernst Klein.

## Inhalt
In dem Buch erzählt die Protagonistin, die gealterte Prostituierte Mutzenbacher, aus ihrer Kindheit. Sie berichtet, wie ein Bettgeher sie schon als Fünfjährige auf den Schoß genommen und ihr den Rock aufgehoben hat, wie sie von anderen Kindern bei diversen „Vater-und-Mutter“-Spielchen aufgeklärt wurde und was die Nachbarin auf dem Dachboden so trieb; im Verlauf der Handlung kommen „Reinigungen“ durch einen scheinheiligen Katecheten ebenso detailliert zur Sprache wie inzestuöse Handlungen und vieles andere mehr. Am Ende des Buches ist sie etwa vierzehn Jahre alt und sammelt ihre ersten Erfahrungen als Prostituierte.
Aus der Erzählperspektive der Hauptfigur wird dabei stets die lustvolle Freiwilligkeit betont, auch in den oft seitenlangen Dialogen der Handelnden (samt einschlägigem wienerischem Vokabular). Zugleich wird ein Sittenbild des Wiener Proletariats im ausgehenden 19. Jahrhundert präsentiert. Je nach Zeitgeist steht das Werk in der Kritik, der Kinderpornografie Vorschub zu leisten.

## Rechtliche Beurteilung in Deutschland
In Deutschland wurde das Buch von der Bundesprüfstelle für jugendgefährdende Schriften (BPjS/BPjM) 1982 in die Liste der jugendgefährdenden Schriften aufgenommen. Der Rowohlt Verlag, der seiner Ausgabe ein erklärendes Vorwort sowie ein Glossar zur „Wiener Dirnensprache“ hinzugefügt hatte, klagte gegen die Indizierungsentscheidung.
Nachdem auch das Bundesverwaltungsgericht die Indizierung als rechtmäßig beschieden hatte, zog der Verlag vor das Bundesverfassungsgericht. Dieses hob mit der Mutzenbacher-Entscheidung aus dem Jahr 1990 (BVerfGE 83, 130) die Entscheidung der Bundesprüfstelle mit der Begründung auf, es fehle eine Abwägung mit dem Grundrecht der Kunstfreiheit des Artikels 5 Grundgesetz.
Nachdem die Bundesprüfstelle diese Abwägung in einem neuerlichen Verfahren durchgeführt und das Buch erneut in die Liste der jugendgefährdenden Schriften eingetragen hatte, entschied das Oberverwaltungsgericht für das Land Nordrhein-Westfalen in einem zweiten Prozess, dass es sich bei dem Werk um Kinderpornografie handele und die von der Bundesprüfstelle vorgenommene Abwägung mit der Kunstfreiheit nicht zu beanstanden sei.
Dabei führte das Oberverwaltungsgericht unter anderem aus:

„Die Bundesprüfstelle hat die schwere Jugendgefährdung im Sinne des § 6 GjS in ihrer Sitzung am 5. November 1992 eingehend – und nach wie vor gültig – begründet und dazu insbesondere darauf abgestellt, daß der Roman den sexuellen Kindesmißbrauch ausführlich und in einer für pornographische Erzeugnisse gebräuchlichen aufreizenden Weise schildere und ihn einschränkungs- und kritiklos verharmlose und verherrliche. Diese Bewertung als einer kontinuierlichen Würdeverletzung, der die Klägerin nicht mit sachhaltigen Einwänden entgegengetreten ist, liegt auch nach Auffassung des Senates offen zu Tage: Der Roman erschöpft sich nahezu – nur wenige Seiten sind hiervon ausgenommen – in einer Aneinanderreihung pornographischer Episoden, an denen Kinder und Jugendliche stets maßgeblich beteiligt sind. Die Hauptfigur der Josefine Mutzenbacher agiert dabei im Alter zwischen 7 und 13 Jahren. Detailreich werden inzestuöse Szenen zwischen Geschwistern sowie zwischen Kindern und ihren Eltern geschildert. Verführung in allen Varianten, gelegentlich aber auch Gewalt, Erpressung und Demütigung durch überlegene Geschlechtspartner (Eltern, Hausbewohner, Soldaten, den Beichtvater, den Katecheten, den Lehrer usw.) gehören zum Alltäglichen des auf das Sexuelle konzentrierten Kinderdaseins. All diese dargestellten Widerfahrnisse und ihr Ergebnis – der Status des Dirnenlebens der Titelfigur – werden stilistisch und inhaltlich in einer Weise gutgeheißen, die Kindern und Jugendlichen kaum ermöglicht, kritische Distanz zu gewinnen.“

Die Revision gegen das Urteil des Oberverwaltungsgerichtes wurde vom Bundesverwaltungsgericht nicht zur Entscheidung angenommen.
Im November 2017 wurde nach Ablauf von 25 Jahren das Werk wieder von der Liste der jugendgefährdenden Medien gestrichen.

## Fortsetzungen

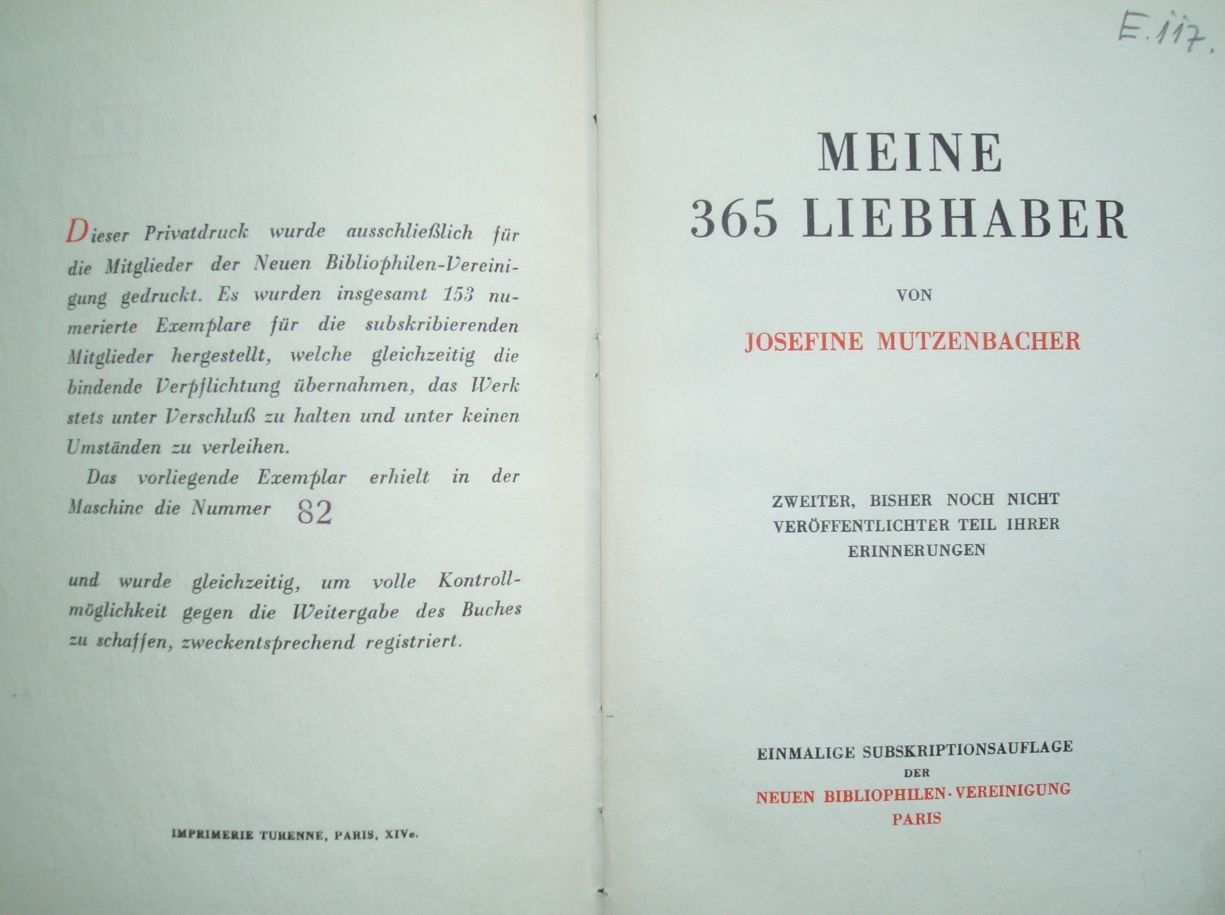
Josefine Mutzenbacher: Meine 365 Liebhaber. Erste Ausgabe (1925).

Nach Die Geschichte einer Wienerischen Dirne von ihr selbst erzählt erschienen später noch die beiden Fortsetzungen Meine 365 Liebhaber und Peperl Mutzenbacher: Tochter der Josefine Mutzenbacher. Die Autoren sind ebenfalls anonym.
Außerdem wurde durch eine Lesung von Helmut Qualtinger die Persiflage Fifi Mutzenbacher von Wolfgang Bertrand (ein Pseudonym von Wolfgang Kudrnofsky) bekannt.

## Verfilmungen
1970 bzw. 1971 wurden der erste (Josefine Mutzenbacher) und der zweite Teil der Erzählung (Josefine Mutzenbacher II – Meine 365 Liebhaber) von Regisseur Kurt Nachmann mit Christine Schuberth, Elisabeth Volkmann und Kai Fischer verfilmt. Der dritte Teil erhielt 1972 den Titel Ferdinand »Mutzenbacher«, erschien in Deutschland aber unter dem Namen Auch fummeln will gelernt sein. 1976 folgte mit Josefine Mutzenbacher – Wie sie wirklich war eine pornografische Verfilmung unter der Regie von Hans Billian mit Patricia Rhomberg in der Titelrolle. Es gab drei Fortsetzungen desselben Regisseurs, die jedoch nicht an den Erfolg des ersten Teils anknüpfen konnten.

### Buchausgaben
- Anon.: Josefine Mutzenbacher oder Die Geschichte einer Wienerischen Dirne von ihr selbst erzählt. [Erstausgabe.] Privatdruck [Wien], 1906.
- Oswald Wiener (Hrsg.): Josefine Mutzenbacher: Die Lebensgeschichte einer wienerischen Dirne, von ihr selbst erzählt. Rogner & Bernhard, München 1969. Mit dem Anhang Beiträge zur Ädöologie des Wienerischen von Oswald Wiener und einer Vorbemerkung von K. H. Kramberg.
- Michael Farin (Hrsg.): Josefine Mutzenbacher oder die Geschichte einer wienerischen Dirne von ihr selbst erzählt: Ungekürzter Nachdruck der Erstausgabe aus dem Jahr 1906 mit Essays zum Werk. München, Schneekluth 1990. ISBN 3-7951-1170-6.
- Wolfgang Schneider (Hrsg.): Josefine Mutzenbacher. Lebensgeschichte einer Wiener Dirne / Josefine Mutzenbacher und ihre 365 Liebhaber. AREA Verlag, Erftstadt 2004, ISBN 3-89996-276-1.
- Josefine Mutzenbacher: Sammelband. Josefines Jugend; Josefine Mutzenbacher; Peperl Mutzenbacher – Tochter der Josefine. Tosa Verlag, Wien, ISBN 3-85492-843-2. Sammelband mit zahlreichen zeitgenössischen Photographien. (Bemerkung: Tosa hat die Titel der ersten beiden Teile geändert. „Josefines Jugend“ entspricht „Josefine Mutzenbacher: Die Geschichte einer wienerischen Dirne“ und „Josefine Mutzenbacher“ entspricht „Josefine Mutzenbacher: Meine 365 Liebhaber“.)
- Clemens Ruthner & Melanie Strasser & Matthias Schmidt (Hrsg.): Josefine Mutzenbacher: Kritische Ausgabe nach dem Erstdruck mit Beiträgen von Oswald Wiener. Sonderzahl, Wien 2021, ISBN 978-3-85449-574-1.

### E-Books
- Hansjürgen Blinn (Hrsg.): Erotische Literatur. Von Lysistrata bis Lady Chatterley. Directmedia Publishing, Berlin 2006. ISBN 3-89853-536-3. Enthält unter anderem Teil 1.
- Josefine Mutzenbacher: Die Geschichte einer Wienerischen Dirne von ihr selbst erzählt. www.new-ebooks.de, Dresden.
- Josefine Mutzenbacher: Meine Tochter Peperl. www.new-ebooks.de, Dresden.

### Kriminalromane
- J. J. Preyer: Ermittlungen im Falle Mutzenbacher. Eine neue Theorie über den Verfasser der Mutzenbacher in einen historischen Krimi verpackt. Oerindur Verlag, Steyr 2008. ISBN 978-3-902291-22-6.

### Sekundärliteratur
- Laura Untner, Murray G. Hall: Josefine Mutzenbucher: Ein pornographischer Roman von Ernst Klein? In: Jahrbuch für Internationale Germanistik, Band 55, Nr. 1, 2023, S. 1–28.
- Clemens Ruthner & Matthias Schmidt (Hrsg.): Die Mutzenbacher: Lektüren und Kontexte eines Skandalromans. Sonderzahl, Wien 2019. ISBN 978-3-85449-513-0.